# Molitva
Chansons représentant la Serbie au Concours Eurovision de la chanson
Oro
(2008)
Chansons ayant remporté le Concours Eurovision de la chanson
 Hard Rock Hallelujah
(2006)  Believe
(2008)
Molitva (ou Молитва selon l'alphabet cyrillique – en serbe : « prière » ) est la chanson gagnante du Concours Eurovision de la chanson 2007, interprétée par la chanteuse serbe Marija Šerifović. C'était la première participation de la Serbie au concours en tant que nation indépendante, depuis la scission de la Serbie-et-Monténégro en juin 2006. Les paroles de la chanson sont entièrement en serbe.
Molitva est la première chanson sans paroles en anglais à remporter l'Eurovision depuis 1998 (en 2004, Wild Dances de Ruslana Lyjytchko, contenait toutefois un couplet en ukrainien ). C'est également la première fois qu'une ballade remporte le concours depuis l'instauration du nouveau système de vote. La chanson se démarque également par sa sobriété sur scène et son absence de chorégraphie, effets lumineux ou pyrotechniques. De nombreux éléments de la chanson Molitva contrastaient avec le vainqueur de l'année précédente, Hard Rock Hallelujah.
« Je suis croyante, je suis chrétienne, mais la chanson elle-même n'a pas de signification religieuse », assure la chanteuse. « En dehors du titre, il n'y a rien de religieux. L'amour est au cœur de la chanson et c'est un message universel ».

## Autres versions
La chanson a été traduite dans d'autres langues : anglais (Destiny), finnois (Rukoilen) et russe (Молитва/Malitva).
Pour l'écouter dans toutes les versions sonores et linguistiques